# Sub Rosa (album)
Albums de Eagle-Eye Cherry
Living in the Present Future
(2000) Live and Kicking
(2006)
Sub Rosa est un album de musique du chanteur américano-suédois Eagle-Eye Cherry sorti en 2003.

## Signification
Le nom du disque Sub Rosa vient d'une locution latine aujourd'hui tombée en désuétude — en langue anglaise comme en français — elle signifie « de façon confidentielle » ou, plus exactement, « entre nous » — c'est-à-dire « entre amis ». Originellement, cela vient de certaines réunions romaines où les convives — autour des libations — portaient des couronnes de roses : ils étaient alors, au sens strict, « sous la rose ».
Il existe aussi une maison de disques nommée Sub Rosa.

## Liste de chansons de l'albumSub Rosa
1. This Paralysis
2. Skull Tattoo
3. The Strange
4. It's Up to You
5. Don't Give Up
6. How Come
7. Feels So Right
8. Crashing Down
9. Twisted Games
10. The Food Song
11. If It Can't Be Found
12. If You Don't Know by Now